# Вільгельм (ландграф Гессен-Філіпсталя)
Вільгельм (нім. Wilhelm, 29 серпня 1726 — 8 серпня 1810) — ландграф Гессен-Філіпсталя у 1770—1810 роках. Син попереднього ландграфа Гессен-Філіпсталя Карла та принцеси Саксен-Айзенаської Кароліни Крістіни. Генерал кінноти голландського війська. Губернатор Гертогенбоса у 1791—1794 роках.
У 1806 році ландграфство було захоплено французами та приєднано до Вестфальського королівства, тож останні роки життя Вільгельм не мав фактичної влади.

## Біографія
Народився  29 серпня 1726 року у Філіпсталі. Став первістком в родині ландграфа Гессен-Філіпсталя Карла та його дружини Кароліни Крістіни Саксен-Айзенаської, з'явившись на світ за дев'ять місяців після їхнього весілля. Згодом сімейство поповнилося молодшим сином Фрідріхом та доньками: Катаріною Амалією, Шарлоттою Амалією та Філіпіною. Резиденцією сім'ї був Філіпсталь.
Батько мав чин генерал-лейтенанта французької армії. Вільгельм вступив на службу до голландського війська, як і його дід. Дослужився до чину генерала кінноти.
У 28 років узяв шлюб зі своєю 23-річною кузиною, Ульрікою Елеонорою Гессен-Філіпсталь-Бархвельдською, четвертою донькою ландграфа Гессен-Філіпсталь-Бархвельдського Вільгельма. Весілля пройшло 22 червня 1755 року у Турне. У подружжя народилося десятеро дітей.
У травні 1770 року став ландграфом Гессен-Філіпсталя. У 1791—1794 роках був губернатором Гертогенбоса. Його керівництво завершилося взяттям міста після облоги в ході Війни першої коаліції. Французи залишилися у Гертогенбосі до 1813 року.
У 1806 році Гессен-Філіпсталь також був окупований французами. Вільгельм помер на батьківщині 8 серпня 1810 року.

## Родина
Дружина — Ульріка Елеонора Гессен-Філіпсталь-Бархвельдська
Діти:
- Кароліна Вільгельміна (17 березня—17 вересня 1756) — прожила півроку;
- Карл (1757—1793) — оберст-лейтенант армії Гессен-Касселя, був одружений з принцесою Вікторією Ангальт-Бернбурзькою, мав єдину доньку;
- Вільгельм (1758—1760) прожив 2 роки;
- Фредеріка (1760—1771) прожила 11 років;
- Юліана (1761—1799) — дружина графа Шаумбург-Ліппе Філіпа II, мала п'ятьох дітей;
- Фрідріх (1764—1794) — полковник голландського війська, одруженим не був, дітей не мав;
- Вільгельм (1765—1766) прожив 4 місяці;
- Людвіг (1766—1816) — ландграф Гессен-Філіпсталя у 1810—1816 роках, був одруженим із графинею Марією Францискою Берге фон Тріпс, мав сина та доньку;
- Шарлотта Вільгельміна (25 серпня—14 вересня 1767) прожила 3 тижні;
- Ернст Константін (1771—1849) — ландграф Гессен-Філіпсталя у 1816—1849 роках, був двічі одруженим, мав семеро дітей від обох шлюбів.